# Hauwert
Hauwert est un village de la province de Hollande-Septentrionale aux Pays-Bas. Il fait partie de la commune de Medemblik. 
La population du district statistique (village et campagne environnante) de Hauwert est de 184 habitants environ. Le district statistique (ville et campagne environnante) comprend 620 habitants.